# عقيد (بحري)

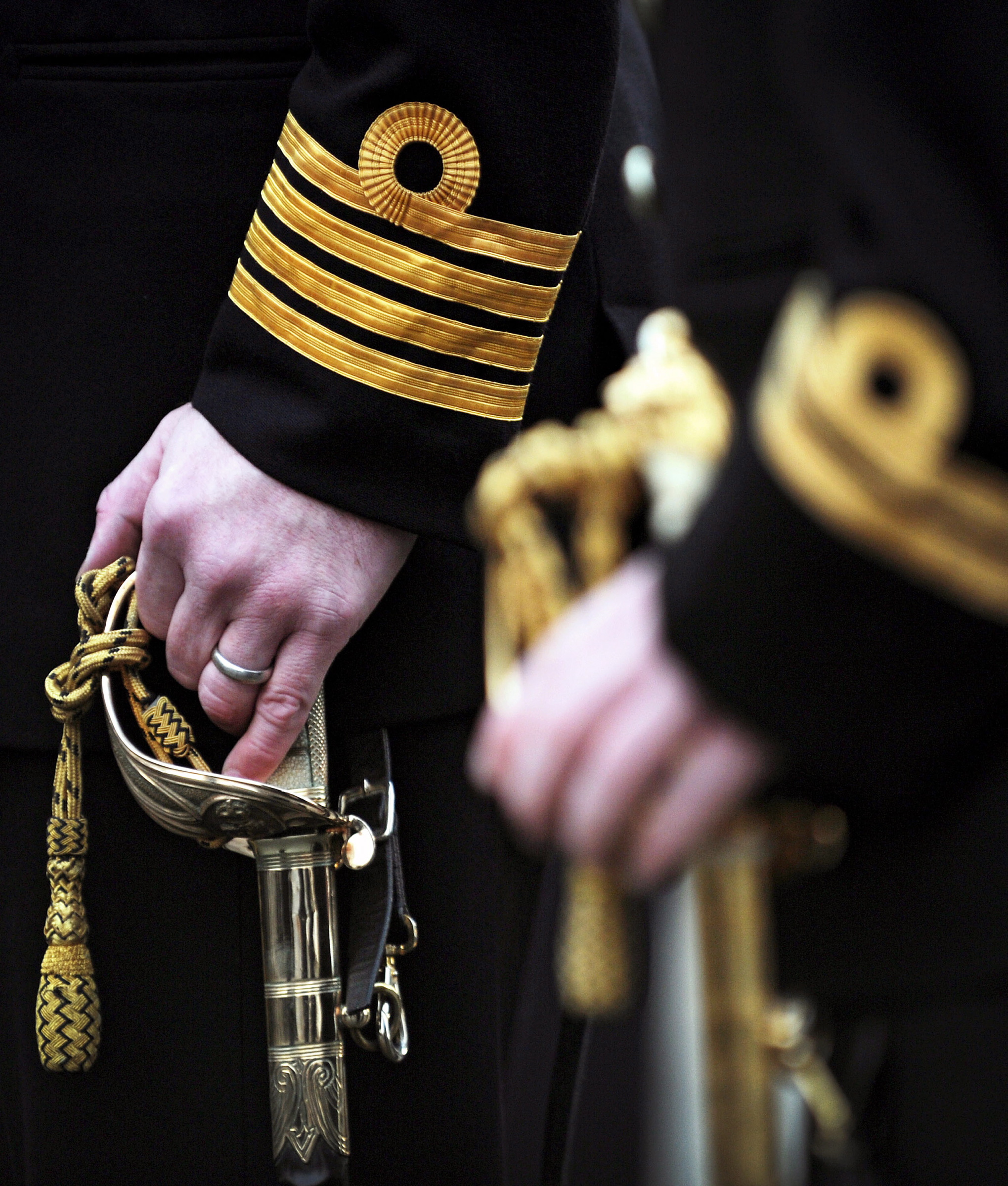

العقيد البحري رتبة عسكرية للضباط في القوات البحرية وهي مكافئة لرتبة عقيد في القوات البرية، يقوم دوره على تولي أمر السفينة الحربية وتوجيهها، وهي في التصنيف البحري أعلى من رتبة قائد وأدنى من رتبة عميد بحري، يشار إلى النقيب البحري تجاوزا إلى أنه نقيب مثل الربان وهو عادة يتكفل بقيادة نوع من السفن الحربية مثل الطراد وأصغر فإذا ما كبرت السفينة أحيلت قيادتها إلى أمير البحر.